# Еусор
Еусор је личност из грчке митологије.

## Митологија
Према Аполодору и Хигину, био је отац Акаманта, Аенете и Кизика. Међутим, неки извори разликују два Еусора; једног (лат. Eusorus) који је био Аенетин отац и Кизиков деда и кога помиње Аполоније са Рода и другог (лат. Eussorus) који је био Акамантов отац, поменут у Хомеровој „Илијади“.